# 韦尔米廖
韦尔米廖（義大利語：Vermiglio），是意大利特伦托自治省的一个市镇。总面积103平方公里，人口1907人，人口密度18.5人/平方公里（2009年）。ISTAT代码为022213。